# Stefan Zimkeit

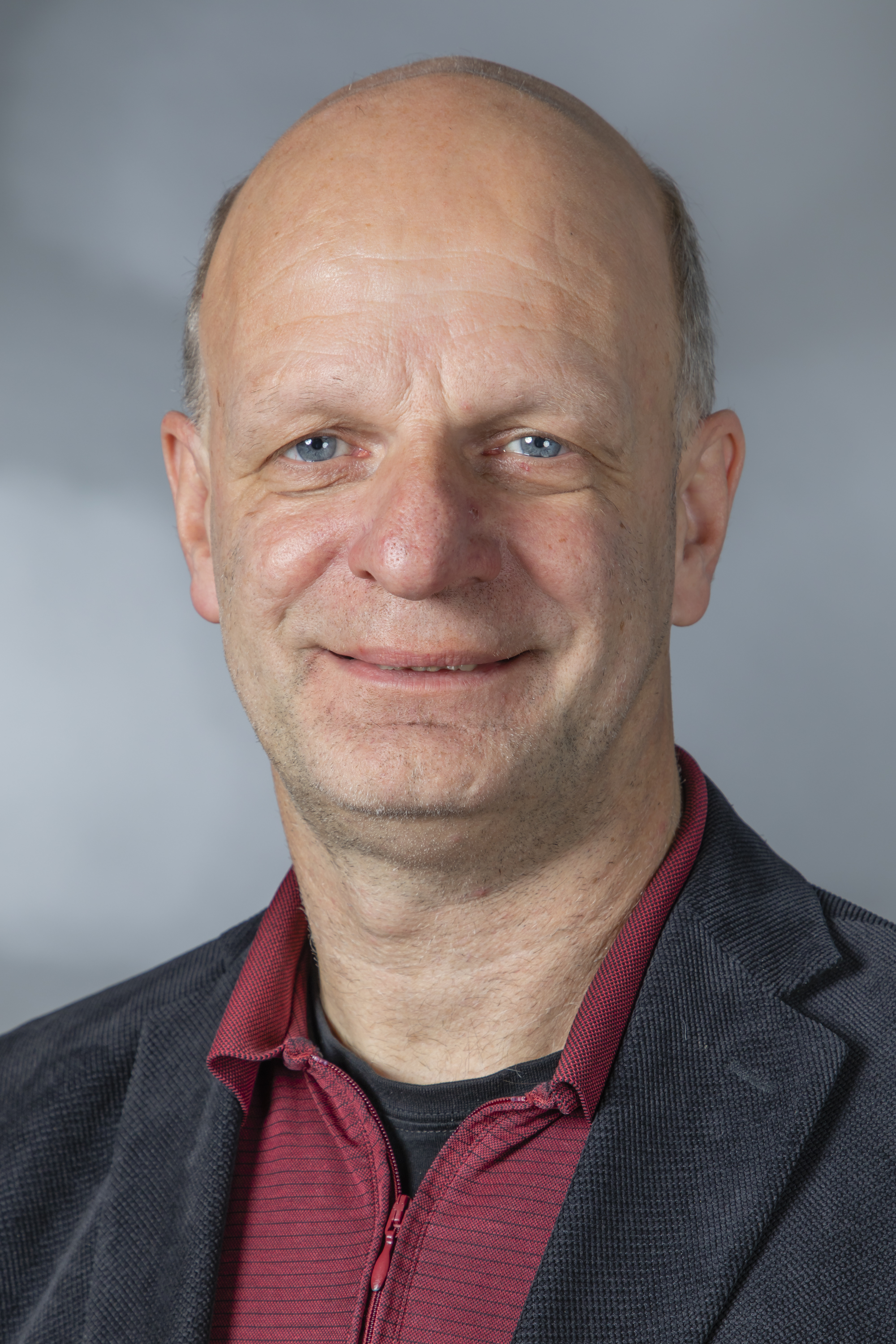
Stefan Zimkeit (2019)

Stefan Hans Walter Zimkeit (* 9. Mai 1964 in Oberhausen) ist ein deutscher Politiker. Er gehört dem Landtag Nordrhein-Westfalen an und ist SPD-Fraktionssprecher für Personalpolitik und Landesverwaltung.

## Leben
Stefan Zimkeit machte 1983 sein Abitur an der Gesamtschule Osterfeld. Anschließend studierte er Sozial- und Politikwissenschaft an der Universität-Gesamthochschule Duisburg und leistete seinen Zivildienst in der Kinder- und Jugendarbeit auf einem Bauspielplatz. Sein Studium schloss er 1994 als Diplom-Sozialwissenschaftler ab, war aber danach zunächst arbeitslos.
Von 1995 bis 2010 arbeitete er als Referent für die nordrhein-westfälischen Landtagsabgeordneten Manfred Dammeyer und Wolfgang Große Brömer.

## Politischer Werdegang
1983 trat Zimkeit in die SPD ein und war von 1984 bis 1987 Mitglied im Vorstand der Oberhausener Jusos, seit 1985 als Vorsitzender. Von 1991 bis 1995 war er stellvertretender Vorsitzender des Juso-Bezirks Niederrhein und von 1992 bis 1994 Mitglied im Vorstand des SPD-Unterbezirks Oberhausen.
Von 1989 bis 1994 sowie von 1999 bis 2018 gehört er der Bezirksvertretung Osterfeld an, von 1999 bis 2013 und ab 2014 als SPD-Fraktionsvorsitzender sowie von 2013 bis 2014 als Bezirksbürgermeister. Von 1994 bis 2018 war er Mitglied im Rat der Stadt Oberhausen, von 2001 bis 2010 war er stellvertretender Ratsfraktionsvorsitzender.
Zimkeit engagiert sich im „Antifaschistischen Bündnis Oberhausen“, ist Mitglied der Gewerkschaft Verdi und gehörte lange Zeit dem Vorstand der Oberhausener AWO an.

## Abgeordneter
Stefan Zimkeit kandidierte für die Landtagswahl in Nordrhein-Westfalen 2010 im Wahlkreis 56 Oberhausen II – Wesel I, der Sterkrade und Dinslaken umfasst, wo er mit 50,9 % der Stimmen gewählt wurde. 2012 wurde er mit 54,2 %, 2017 mit 41,7 % und 2022 mit 39,8 % der Erststimmen wiedergewählt. Ab 2010 war er zunächst stellvertretender Sprecher und von 2015 bis 2023 Sprecher der SPD-Fraktion im Haushalts- und Finanzausschuss. Außerdem war er Fraktionssprecher im Untersuchungsausschuss WestLB (2013–17).